# Araneus basalteus
Araneus basalteus är en spindelart som beskrevs av Schenkel 1936. Araneus basalteus ingår i släktet Araneus och familjen hjulspindlar. Inga underarter finns listade i Catalogue of Life.